# Иаван
Иаван, Яван, Юнан, Йон (ивр. יון‎) — согласно Книге Бытия, четвёртый сын Иафета, внук Ноя (Быт. 10:2).
По Книге Бытия, имел четверых сыновей: Елиса, Фарсис, Киттим и Доданим.
В Книге Праведного по имени упомянуты имена двух сыновей Йона (Иавана) — Елиша и Таршиш.
Абу Сулейман Дауд со ссылкой на Шариф-аль-Идриси упоминает сына Юнана (Иавана) Лиссу (Елису).
В родословии Грифида, сына Кинана упомянут сын Иавана Киприй.
В Книге пророка Иезекииля Иаван локализован наряду с Фувалом и Мешехом.
Святитель Исидор Севильский считал, что от Иавана произошли ионийцы, они же греки. От Елисы произошли греки–элизеи, также именуемые эолийцами, от Фарсиса — киликийцы, от Киттима — киты, то есть киприоты, от Доданима — от родосцы.